# شادگان (گلپایگان)
شادگان (گلپایگان)، روستای شادگان یکی از روستاهای شهرستان گلپایگان می‌باشد که بخش مرکزی شهرستان و تقریباً در شمال شرقی این شهرستان واقع شده و با مرکز شهر حدود ۱۵ کیلومتر فاصله دارد، این روستا با داشتن ۳۳۷ نفر جمعیت، از سمت شمال با روستای فاویان و از سمت شرق با روستای دم آسمان همسایه می‌باشد.
این روستا نرم‌افزار اختصاصی به نام گلسار دارد که مردمان این روستا می‌توانند برنامه گلسار را از بازار دانلود کنند این نرم‌افزار برای خرید و فروش‌های منطقه تعریف شده‌است.

ساکنین روستا همگی مسلمان و شیعه مذهب می‌باشند و از نظر فرهنگی تفاوت خاصی بین آنها وجود ندارد و آداب و رسوم مشترکی دارند.

اقتصاد این روستا بر پایه کشاورزی و دامداری است و اکثریت مردم به این شغل مشغولاند. روستای شادگان از نظر زمین‌های کشاورزی بیشترین زمین را در میان روستاهای شهرستان دارا می‌باشد ولی بعلت خشکسالی و کمبود آب و استفاده از روشهای سنتی کشت، بازدهی این زمینها کم می‌باشد.
در طی سه الی چهار سال اخیر جوانان روستا به تولید فرآورده‌های لبنی مانند ماست و دوغ و بستنی سنتی روی آورده‌اند که بحمدا… در این زمینه موفق بوده‌اند بطوریکه حدود چهل نفر از آنان در کارگاه تولید لبنیات مشغول به فعالیت می‌باشند.

## جمعیت
این روستا در دهستان جلگه قرار دارد و براساس سرشماری مرکز آمار ایران در سال ۱۳۸۵، جمعیت آن ۴۰۶ نفر (۱۴۵خانوار) بوده‌است.